# La Bosse (Sarthe)
La Bosse is een gemeente in het Franse departement Sarthe (regio Pays de la Loire) en telt 120 inwoners (2009). De plaats maakt deel uit van het arrondissement Mamers.

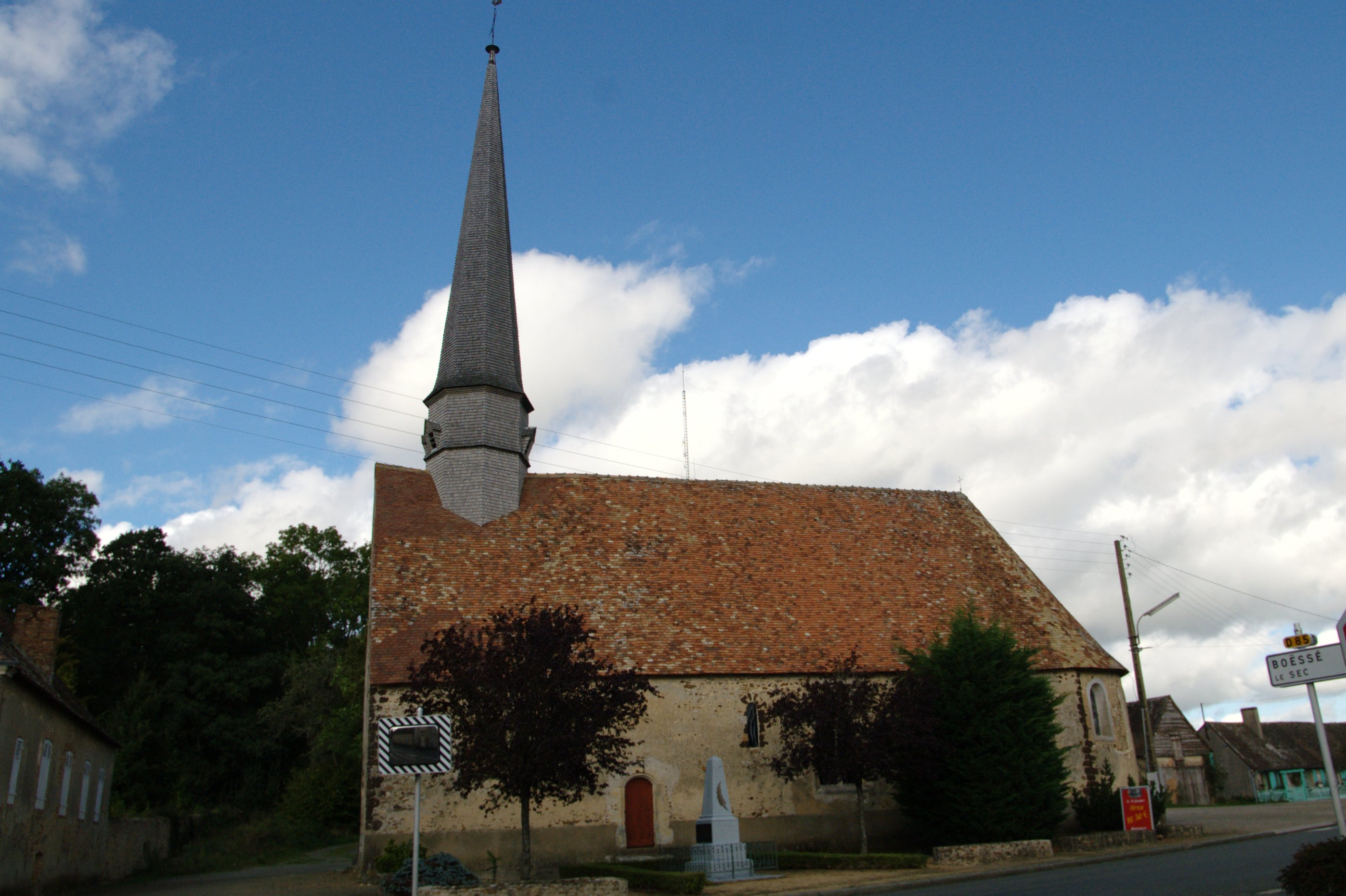
De kerk.

## Geografie
De oppervlakte van La Bosse bedraagt 10,8 km², de bevolkingsdichtheid is dus 11,1 inwoners per km².
De onderstaande kaart toont de ligging van La Bosse (Sarthe) met de belangrijkste infrastructuur en aangrenzende gemeenten.

## Demografie
Onderstaande figuur toont het verloop van het inwonertal (bron: INSEE-tellingen).